# Tana Mana

Tana Mana est un album enregistré par Ravi Shankar en 1987 ; ce projet consiste en une fusion : le râga indien, l'utilisation de la technologie moderne et des synthétiseurs, le sampling, et la musique populaire occidentale. George Harrison y a participé comme chanteur.

## Liste des morceaux
Face 1
1. Chase – 2:18
2. Tana Mana – 3:38
3. Village Dance – 4:04
4. Seven and 10½ – 3:43
5. Friar Park – 5:54

Face 2
1. Romantic Voyage – 3:27
2. Memory of Uday – 3:57
3. West Eats Meat – 6:08
4. Reunion – 4:15
5. Supplication – 3:15

## Sources
- Alan Clayson, George Harrison, Sanctuary, London, 2003;  (ISBN 1-86074-489-3)